# Битва у землях зуфонів
Битва у землях зуфонів – битва, котра сталась у 308 р. до н.е. під час африканської експедиції сиракузького тирана Агафокла проти Карфагену.
За перші два роки кампанії Агафокла в Африці йому вдалось здобути кілька перемог над карфагенянами (у тому числі в першій великій битві при Білому Тунісі), а також підкорити численні населені пункти на території сучасного Тунісу. Втім, Карфаген залишався достатньо могутнім, щоб продовжувати чинити спротив (Агафокл навіть не зміг узяти це місто в облогу, до того ж на морі панував карфагенський флот).
У 308 р. до н.е. з Карфагену виступила армія, завданням якої було покарання зуфонів – одного з нумідійських племен, котре знехтувало своїми союзницькими зобов’язаннями. Карфагеняни перемогли цих нумідійців та примусили частину з них повернутись до своєї військової служби. Втім, дізнавшись про похід ворожого війська, Агафокл залишив у таборі біля Тунісу частину армії на чолі зі своїм сином Архагатом, а сам виступив наздогін за карфагенянами із 8 тисячами піхотинців, 800 вершниками та 50 колісницями лівійців.  
З наближенням греків карфагенське військо отаборилось на пагорбі, оточеному важкими для подолання струмками. Проти лівійських вершників, котрі спостерігали за пересуванням сиракузького війська, Агафокл вислав лучників та пращників, сам же повів головні сили прямо на ворога. В бою біля переправи через потік загинуло чимало греків, проте після подолання перешкоди справи у них пішли краще. У підсумку Агафокл відкинув супротивника та змусив його відступити до табору. Серед карфагенського війська найдовше тримався загін грецької кінноти на чолі з Клиноном, більшість воїнів якого було перебито. Що стосується лівійських вершників, котрі воювали на обох сторонах, то вони у певний момент припинили битву, розраховуючи визначитись з подальшими діями в залежності від розвитку ситуації.
Агафокл не зупинився на досягнутому, а повів наступ на табір. Оскільки для цього потрібно було підійматись по важкодоступній місцевості, атакуючі несли втрати не менші, аніж наносили карфагенянам. Тим часом лівійці напали на сиракузький табір, в якому залишалось мало захисників, захопили здобич та полонених. Це змусило Агафокла перервати битву та повернутись.
Греків, котрі воювали за карфагенян та були узяті в полон, розмістили в якомусь укріпленні. Вночі вони підняли повстання та, хоча не змогли перемогти, зайняли сильну позицію. У підсумку сюди з’явився з головними силами Агафокл і перебив усіх повсталих полонених, котрих було не менше тисячі осіб (причому половина припадала на колишніх сиракузян).